# Kvalspelet till herrarnas ICC T20-VM 2021 – Asien
Kvalspelet till herrarnas ICC T20-VM 2021 – Nord- och Sydamerika var en cricketturnering som utgjorde en del av kvalprocessen till Herrarnas ICC T20-VM 2021 som hölls i Förenade Arabemiraten. Tolv regionala kval organiserades av International Cricket Council (ICC) 2018, med 62 lag i fem regioner – Afrika, Nord- och Sydamerika, Asien, Europa och Östasien-Stilla Havet. De 25 bästa lagen från dessa tävlingar gick vidare till de regionala finalerna 2019, och sju av dessa vidare till huvudkvalet.
13 lag från asienregionen deltog i tävlingens inledande fas, uppdelade i grupper, en östlig med sju lag och en västlig med sex lag. Dessa matcher ägde rum i Malaysia respektive Kuwait. De tre bästa lagen i varje grupp avancerade vidare till Asiens regionala final. I april 2018 gav International Cricket Council (ICC) hel status till alla herrmatcher i Twenty20 mellan medlemsländer från och med 1 januari 2019, och därmed spelades alla matcher i den regionala finalen som fullvärdiga T20I matcher.
Förenade Arabemiraten vann den västra gruppen och var därmed det första laget som kvalade till det regionala kvalet, följt av Qatar och Kuwait som hamnade på en andra- respektive fjärdeplats. Från den östra gruppen kvalade Nepal, Singapore och Malaysia, med Nepal som gruppsegrare.
De regionala finalerna hölls i Singapore i juli 2019. Singapore vann de regionala finalerna och kvalade därmed till det större världskvalet.

## Lag
| Östra gruppen                                                       | Västra gruppen                                                                 |
| ------------------------------------------------------------------- | ------------------------------------------------------------------------------ |
| - Bhutan - Kina - Malaysia - Myanmar - Nepal - Singapore - Thailand | - Bahrain - Kuwait - Maldiverna - Qatar - Saudiarabien - Förenade arabemiraten |

## Västra gruppen
Matcherna mellan lagen i västra gruppen spelades i Kuwait mellan 20 och 26 april 2018. De tre bästa lagen avancerade vidare till den regionala finalen.

### Poängtabell
| Plats | Lag                   | Resultat | Resultat | Resultat | Resultat | Resultat | Resultat | Kvalificering                          |
| Plats | Lag                   | S        | V        | F        | IR       | P        | NRR      | Kvalificering                          |
| ----- | --------------------- | -------- | -------- | -------- | -------- | -------- | -------- | -------------------------------------- |
| 1     | Förenade arabemiraten | 5        | 5        | 0        | 0        | 10       | 2.433    | Kvalificering till regionalt slutspel  |
| 2     | Qatar                 | 5        | 4        | 1        | 0        | 8        | 0.968    | Kvalificering till regionalt slutspel  |
| 3     | Saudiarabien          | 5        | 3        | 2        | 0        | 6        | 0.817    | Kvalificering till tredjeplatsslutspel |
| 4     | Kuwait (V)            | 5        | 2        | 3        | 0        | 4        | –0.512   | Kvalificering till tredjeplatsslutspel |
| 5     | Bahrain               | 5        | 1        | 4        | 0        | 2        | –1.308   |                                        |
| 6     | Maldiverna            | 5        | 0        | 5        | 0        | 0        | –2.297   |                                        |

(V) Värdland

### Matcher
| 20 april 2018 10:00 AST Rapport |

| Kuwait · 170/4 (20 overs)                              | v | Maldiverna · 68 (16.4 overs)                    |
| Mohammed Asghar 66* (38) Mohamed Saafee 2/26 (4 overs) |   | Mohamed Azzam 13 (27) Imran Ali 5/2 (2.4 overs) |

- Kuwait vann lottningen och valde att slå.
- Imran Ali (Kuwait) fick ett hattrick.[11]

| 20 april 2018 10:00 AST Rapport |

| Qatar · 143/6 (20 overs)                            | v | Förenade arabemiraten · 144/4 (18.3 overs)       |
| Faisal Javed 40 (26) Mohammad Naveed 3/31 (4 overs) |   | Rohan Mustafa 71 (45) Awais Malik 1/19 (3 overs) |

- Qatar vann lottningen och valde att slå.

| 20 april 2018 14:00 AST Rapport |

| Bahrain · 106 (19.5 overs)                        | v | Saudiarabien · 107/3 (15.2 overs)                  |
| Imran Anwar 24 (24) Khawar Abbas 4/17 (3.5 overs) |   | Abdul Waheed 35 (16) Sikander Billah 1/6 (2 overs) |

- Bahrain vann lottningen och valde att slå.

| 21 april 2018 10:00 AST Rapport |

| Qatar · 167/6 (20 overs)                     | v | Kuwait · 141/9 (20 overs)                       |
| Kamran Khan 49 (28) Imran Ali 3/18 (4 overs) |   | Usman Waheed 66 (36) Inam-ul-Haq 4/22 (4 overs) |

- Qatar vann lottningen och valde att slå.

| 21 april 2018 10:00 AST Rapport |

| Maldiverna · 140/5 (20 overs)                        | v | Bahrain · 142/4 (19.3 overs)                       |
| Nilantha Cooray 65 (51) Zeeshan Abbas 1/18 (4 overs) |   | Shahbaz Badar 56 (43) Ibrahim Rizan 1/13 (2 overs) |

- Bahrain vann lottningen och valde att fälta.

| 21 april 2018 14:00 AST Rapport |

| Saudiarabien · 103/9 (20 overs)                 | v | Förenade arabemiraten · 104/3 (13.4 overs)             |
| Inayat Saeed 21 (31) Imran Haider 3/6 (4 overs) |   | Ashfaq Ahmed 46* (41) Shahbaz Rasheed 1/14 (1.4 overs) |

- Saudiarabien vann lottningen och valde att slå.

| 23 april 2018 10:00 AST Rapport |

| Qatar · 149/7 (20 overs)                          | v | Maldiverna · 105/7 (20 overs)                        |
| Muhammad Tanveer 53 (41) Umar Adam 2/17 (2 overs) |   | Nilantha Cooray 27 (28) Iqbal Hussain 3/14 (4 overs) |

- Qatar vann lottningen och valde att slå.

| 23 april 2018 10:00 AST Rapport |

| Förenade arabemiraten · 149/9 (20 overs)              | v | Bahrain · 98/8 (20 overs)                        |
| Muhammad Usman 52 (33) Sikander Billah 3/27 (3 overs) |   | Yasser Nazir 26 (42) Qadeer Ahmed 4/17 (4 overs) |

- Bahrain vann lottningen och valde att fälta.

| 23 april 2018 14:00 AST Rapport |

| Kuwait · 92 (19.3 overs)                    | v | Saudiarabien · 96/3 (11.4 overs)                  |
| Ali Zaheer 27 (36) Usman Ali 5/23 (4 overs) |   | Imran Arif 28 (30) Muhammad Kashif 2/15 (3 overs) |

- Saudiarabien vann lottningen och valde att fälta.

| 24 april 2018 10:00 AST Rapport |

| Förenade arabemiraten · 123 (19.5 overs)            | v | Maldiverna · 80 (16.3 overs)                        |
| Muhammad Usman 43 (52) Azyan Farhath 2/15 (4 overs) |   | Hassan Rasheed 17 (23) Rohan Mustafa 3/18 (4 overs) |

- Förenade Arabemiraten vann lottningen och valde att slå.

| 24 april 2018 14:00 AST Rapport |

| Saudiarabien · 135/7 (20 overs)                      | v | Qatar · 136/6 (18.5 overs)                      |
| Shahbaz Rasheed 36 (32) Nouman Sarwar 2/21 (2 overs) |   | Tamoor Sajjad 35 (27) Imran Arif 3/33 (4 overs) |

- Qatar vann lottningen och valde att fälta.

| 24 april 2018 14:00 AST Rapport |

| Kuwait · 153/6 (20 overs)                            | v | Bahrain · 130 (19.4 overs)                         |
| Ravija Sandaruwan 34* (9) Imran Anwar 2/31 (4 overs) |   | Prashant Kurup 43 (42) Arjun Makesh 4/21 (4 overs) |

- Kuwait vann lottningen och valde att slå.

| 26 april 2018 10:00 AST Rapport |

| Förenade arabemiraten · 201/4 (20 overs)        | v | Kuwait · 115/8 (20 overs)                            |
| Chirag Suri 86 (52) Sajid Manzil 2/33 (3 overs) |   | Muhammad Kashif 33 (34) Rohan Mustafa 3/18 (4 overs) |

- Kuwait vann lottningen och valde att fälta.

| 26 april 2018 10:00 AST Rapport |

| Bahrain · 112/8 (20 overs)                       | v | Qatar · 115/5 (16.4 overs)                          |
| Bilal Mansoor 20* (5) Awais Malik 3/23 (4 overs) |   | Zaheer Ibrahim 43* (37) Waseeq Ahmed 1/17 (4 overs) |

- Qatar vann lottningen och valde att fälta.

| 26 april 2018 14:00 AST Rapport |

| Saudiarabien · 154/6 (20 overs)                         | v | Maldiverna · 119/9 (20 overs)                         |
| Shahbaz Rasheed 38* (21) Nilantha Cooray 2/21 (4 overs) |   | Nilantha Cooray 47 (42) Mohammed Afzal 3/18 (4 overs) |

- Saudiarabien vann lottningen och valde att slå.

#### Playoff för tredjeplats
| 27 april 2018 10:00 AST Rapport |

| Kuwait · 104 (18 overs)                               | v | Saudiarabien · 99/4 (18 overs)                 |
| Muhammad Kashif 26 (19) Mohammed Afzal 3/22 (4 overs) |   | Imran Arif 40 (35) Arjun Makesh 2/11 (3 overs) |

- Kuwait vann lottningen och valde att slå.
- Matchen reducerades till 18 overs per lag.

#### Final
| 27 april 2018 14:00 AST Rapport |

| Qatar · 115 (18.4 overs)                           | v | Förenade arabemiraten · 121/1 (15.5 overs)           |
| Tamoor Sajjad 36 (41) Zahoor Khan 3/16 (3.4 overs) |   | Ghulam Shabber 63* (46) Tamoor Sajjad 1/22 (2 overs) |

- Qatar vann lottningen och valde att slå.

## Östra gruppen
Matcherna mellan lagen i östra gruppen spelades i Malaysia mellan 3 och 12 oktober 2018. De tre bästa lagen avancerade vidare till den regionala finalen.

### Poängtabell
| Plats | Lag          | Resultat | Resultat | Resultat | Resultat | Resultat | Resultat | Kvalificering                         |
| Plats | Lag          | S        | V        | F        | IR       | P        | NRR      | Kvalificering                         |
| ----- | ------------ | -------- | -------- | -------- | -------- | -------- | -------- | ------------------------------------- |
| 1     | Nepal        | 6        | 5        | 0        | 1        | 11       | 7.782    | Kvalificering till regionalt slutspel |
| 2     | Singapore    | 6        | 5        | 0        | 1        | 11       | 4.772    | Kvalificering till regionalt slutspel |
| 3     | Malaysia (V) | 6        | 3        | 2        | 1        | 7        | 1.066    | Kvalificering till regionalt slutspel |
| 4     | Thailand     | 6        | 3        | 2        | 1        | 7        | –0.586   |                                       |
| 5     | Bhutan       | 6        | 2        | 4        | 0        | 4        | –1.761   |                                       |
| 6     | Myanmar      | 6        | 1        | 5        | 0        | 2        | –2.462   |                                       |
| 7     | Kina         | 6        | 0        | 6        | 0        | 0        | –8.354   |                                       |

(V) Värdland

### Matcher
| 3 oktober 2018 10:00 MYT Rapport |

| Malaysia · 154/6 (20 overs)                               | v | Bhutan · 87/9 (20 overs)                        |
| Suhan Alagaratnam 35 (27) Sanjeevan Gurung 3/26 (3 overs) |   | Jigme Singye 21 (21) Anwar Rahman 4/8 (4 overs) |

- Bhutan vann lottningen och valde att fälta.

| 3 oktober 2018 10:00 MYT Rapport |

| Kina · 35/9 (20 overs)                     | v | Thailand · 36/0 (2.4 overs) |
| Wang Ya 8 (11) Daniel Jacobs 3/8 (4 overs) |   | Daniel Jacobs 19* (8)       |

- Kina vann lottningen och valde att slå.

| 3 oktober 2018 14:30 MYT Rapport |

| Myanmar · 29 (10 overs)                                | v | Nepal · 30/2 (3 overs)                   |
| Htet Lin Aung 16 (20) Sandeep Lamichhane 4/3 (2 overs) |   | Karan KC 14* (8) Paing Danu 1/3 (1 over) |

- Myanmar vann lottningen och valde att slå.

| 4 oktober 2018 10:00 MYT Rapport |

| Kina · 45 (12.5 overs)                           | v | Bhutan · 47/1 (3.5 overs)                      |
| Chen Jinfeng 5 (11) Jigme Singye 3/7 (2.5 overs) |   | Jigme Singye 30* (15) Wang Ya 1/10 (0.5 overs) |

- Kina vann lottningen och valde att slå.

| 4 oktober 2018 10:00 MYT Rapport |

| Malaysia · 124/7 (18 overs)                          | v | Thailand · |
| Shafiq Sharif 54 (38) Vichanath Singh 3/24 (4 overs) |   |            |

- Thailand vann lottningen och valde att fälta.
- Matchen var tvungen att brytas efter 18 overs av Malaysias innings på grund av regnväder.[12]

| 4 oktober 2018 14:30 MYT Rapport |

| Myanmar · 68 (19.5 overs)                           | v | Singapore · 69/2 (6.4 overs)                             |
| Ye Naing Tun 42 (45) Janak Prakash 3/15 (2.5 overs) |   | Chetan Suryawanshi 31* (16) Ye Ko Ko Aung 1/19 (2 overs) |

- Myanmar vann lottningen och valde att slå.

| 6 oktober 2018 10:00 MYT Rapport |

| Malaysia · 100 (19.3 overs)                             | v | Nepal · 101/2 (12.4 overs)                           |
| Shafiq Sharif 49 (37) Sandeep Lamichhane 5/20 (4 overs) |   | Paras Khadka 52* (37) Pavandeep Singh 1/27 (2 overs) |

- Malaysia vann lottningen och valde att slå.

| 6 oktober 2018 10:00 MYT Rapport |

| Kina · 26 (14.1 overs)                      | v | Singapore · 30/0 (2.3 overs) |
| Wang Ya 5 (19) Manpreet Singh 3/1 (2 overs) |   | Chaminda Ruwan 16* (6)       |

- Singapore vann lottningen och valde att fälta.

| 6 oktober 2018 14:30 MYT Rapport |

| Bhutan · 82 (19.4 overs)                                   | v | Thailand · 83/2 (13.3 overs)                       |
| Tandin Wangchuk 25 (36) Nopphon Senamontree 3/18 (4 overs) |   | Nicholas Janes 36* (41) Ramesh Limbu 1/8 (2 overs) |

- Thailand vann lottningen och valde att fälta.

| 7 oktober 2018 10:00 MYT Rapport |

| Singapore · 145/9 (20 overs)                    | v | Malaysia · 105 (20 overs)                              |
| Chaminda Ruwan 41 (36) Syed Aziz 2/21 (3 overs) |   | Virandeep Singh 39 (41) Anantha Krishna 4/14 (4 overs) |

- Singapore vann lottningen och valde att slå.

| 7 oktober 2018 10:00 MYT Rapport |

| Kina · 48 (15.2 overs)                            | v | Myanmar · 49/2 (7.5 overs)                          |
| Tian Sen Qun 10 (12) Htet Lin Aung 4/11 (4 overs) |   | Ko Ko Lin Thu 18 (19) Qingshan Tan 1/12 (1.5 overs) |

- Myanmar vann lottningen och valde att fälta.

| 7 oktober 2018 14:30 MYT Rapport |

| Nepal · 172/7 (20 overs)                           | v | Thailand · 18/9 (8.5 overs)                            |
| Karan KC 40* (14) Payuputh Sungnard 4/21 (4 overs) |   | Wanchana Uisuk 7 (12) Sandeep Lamichhane 5/8 (3 overs) |

- Thailand vann lottningen och valde att fälta.

| 9 oktober 2018 10:00 MYT Rapport |

| Thailand · 79 (19.5 overs)                              | v | Singapore · 85/2 (10.3 overs)                             |
| Payuputh Sungnard 24 (27) Manpreet Singh 4/14 (4 overs) |   | Chaminda Ruwan 38* (26) Nopphon Senamontree 1/8 (2 overs) |

- Thailand vann lottningen och valde att slå.

| 9 oktober 2018 10:00 MYT Rapport |

| Nepal · 150/4 (20 overs)                              | v | Bhutan · 33 (16.4 overs)                              |
| Pradeep Airee 75* (68) Thinley Jamtsho 1/10 (2 overs) |   | Tenzin Wangchuk 11 (19) Lalit Rajbanshi 3/4 (4 overs) |

- Bhutan vann lottningen och valde att fälta.

| 9 oktober 2018 14:30 MYT Rapport |

| Myanmar · 9/8 (10.1 overs)                         | v | Malaysia · 11/2 (1.4 overs)                      |
| Ye Ko Ko Aung 3 (12) Pavandeep Singh 5/1 (4 overs) |   | Suhan Alagaratnam 7* (3) Paing Danu 2/2 (1 over) |

- Malaysia vann lottningen och valde att fälta.
- Malaysia gavs ett reducerat mål av 6 runs på 8 overs på grund av regn.

| 10 oktober 2018 10:00 MYT Rapport |

| Kina · 26 (13 overs)                                    | v | Nepal · 29/0 (1.5 overs) |
| Hong Jiang Yan 11 (27) Sandeep Lamichhane 3/4 (4 overs) |   | Binod Bhandari 24*(8)    |

- Nepal vann lottningen och valde att fälta.

| 10 oktober 2018 10:00 MYT Rapport |

| Singapore · 161/9 (20 overs)                                | v | Bhutan · 66 (17 overs)                                |
| Surendran Chandramohan 80 (50) Tobden Singye 4/23 (4 overs) |   | Thinley Jamtsho 18 (31) Manpreet Singh 4/15 (4 overs) |

- Bhutan vann lottningen och valde att fälta.

| 10 oktober 2018 14:30 MYT Rapport |

| Thailand · 151/5 (20 overs)                        | v | Myanmar · 27/2 (8.4 overs)                           |
| Chanchai Pengkumta 50 (41) Khin Aye 2/33 (4 overs) |   | Khin Aye 10 (35) Nopphon Senamontree 1/7 (1.4 overs) |

- Myanmar vann lottningen och valde att fälta.

| 12 oktober 2018 10:00 MYT Rapport |

| Bhutan · 105/8 (20 overs)                        | v | Myanmar · 66 (17 overs)                          |
| Kumar Subba 45 (59) Ko Ko Lin Thu 3/13 (4 overs) |   | Ko Ko Lin Thu 17 (24) Jigme Singye 3/6 (3 overs) |

- Myanmar vann lottningen och valde att fälta.

| 12 oktober 2018 10:00 MYT Rapport |

| Kina · 30 (10 overs)                                  | v | Malaysia · 31/0 (3 overs) |
| Chen Jinfeng 21 (27) Sivanantha Krishnan 3/0 (1 over) |   | Shafiq Sharif 19* (9)     |

- Malaysia vann lottningen och valde att fälta.
- Matchen reducerades till 11 over per lag på grund av regn.

| 12 oktober 2018 14:30 MYT Rapport |

| Singapore · 81 (17.3 overs)                                        | v | Nepal · 1/1 (0.3 overs)       |
| Surendran Chandramohan 25 (32) Sandeep Lamichhane 4/16 (3.3 overs) |   | Shoaib Razzak 1/1 (0.3 overs) |

- Nepal vann lottningen och valde att fälta.
- Matchen tvingades avbrytas på grund av regn.[13]

## Regional final
Den regionala finalen hölls i Singapore från 22 till 28 juli 2019, med alla matcherna spelade i Indian Association Ground. Värdnationen Singapore vann turneringen och kvalade därmed vidare till det internationella kvalspelet efter en vinst mot Nepal på sista matchdagen. Kuwaitiska Muhammad Kashif utsågs till turneringens bästa spelare efter att ha slagit 143 runs.

### Poängtabell
| Plats | Lag           | Resultat | Resultat | Resultat | Resultat | Resultat | Resultat | Kvalificering                                 |
| Plats | Lag           | S        | V        | F        | IR       | P        | NRR      | Kvalificering                                 |
| ----- | ------------- | -------- | -------- | -------- | -------- | -------- | -------- | --------------------------------------------- |
| 1     | Singapore (V) | 4        | 3        | 0        | 1        | 7        | 2.969    | Kvalificering till interkontinentalt slutspel |
| 2     | Qatar         | 4        | 2        | 2        | 0        | 4        | −0.378   |                                               |
| 3     | Nepal         | 4        | 2        | 2        | 0        | 4        | −0.682   |                                               |
| 4     | Kuwait        | 4        | 1        | 2        | 1        | 3        | −1.179   |                                               |
| 5     | Malaysia      | 4        | 1        | 3        | 0        | 2        | −0.390   |                                               |

(V) Värdland

### Matcher
| 22 juli 2019 10:00 SGT Rapport |

| Singapore · 186/7 (20 overs)                                | v | Qatar · 153/9 (20 overs)                           |
| Surendran Chandramohan 47 (39) Iqbal Hussain 4/33 (4 overs) |   | Tamoor Sajjad 34 (29) Janak Prakash 3/15 (4 overs) |

- Singapore vann lottningen och valde att slå.
- Vinoth Baskaran, Surendran Chandramohan, Tim David, Anantha Krishna, Amjad Mahboob, Anish Paraam, Janak Prakash, Rohan Rangarajan, Manpreet Singh, Chetan Suryawanshi och Selladore Vijayakumar (Singapore) gjorde alla sina T20I-debuter.

| 22 juli 2019 14:30 SGT Rapport |

| Malaysia · 162 (20 overs)                           | v | Kuwait · 120 (18 overs)                                 |
| Shafiq Sharif 38 (27) Mohammad Ahsan 2/31 (3 overs) |   | Muhammad Kashif 51 (46) Muhamad Syahadat 3/33 (4 overs) |

- Malaysia vann lottningen och valde att slå.
- Nawaf Ahmed (Kuwait) gjorde sin T20I-debut.

| 23 juli 2019 10:00 SGT Rapport |

| Nepal · 122 (20 overs)                                    | v | Qatar · 124/6 (19.2 overs)                            |
| Dipendra Singh Airee 34 (35) Iqbal Hussain 3/21 (4 overs) |   | Inam-ul-Haq 41 (32) Sandeep Lamichhane 3/33 (4 overs) |

- Nepal vann lottningen och valde att slå.

| 23 juli 2019 14:30 SGT Rapport |

| Singapore · | v | Kuwait · |
|             |   |          |

- Ingen lottning.
- Matchen spelades inte på grund av regn.

| 24 juli 2019 10:00 SGT Rapport |

| Malaysia · 83/7 (9 overs)                    | v | Nepal · 86/3 (8 overs)                                  |
| Syed Aziz 30 (15) Sompal Kami 3/23 (2 overs) |   | Gyanendra Malla 51 (21) Muhamad Syahadat 3/19 (2 overs) |

- Nepal vann lottningen och valde att fälta.
- Matchen reducerades till 9 overs per lag på grund av regn.

| 26 juli 2019 10:00 SGT Rapport |

| Kuwait · 197/7 (20 overs)                         | v | Qatar · 187/5 (20 overs)                           |
| Adnan Idrees 56 (32) Nouman Sarwar 2/36 (3 overs) |   | Tamoor Sajjad 46* (32) Jandu Hamoud 2/25 (3 overs) |

- Qatar vann lottningen och valde att fälta.

| 26 juli 2019 14:30 SGT Rapport |

| Malaysia · 92 (18.4 overs)                              | v | Singapore · 96/2 (13.2 overs)                                   |
| Muhamad Syahadat 22 (20) Amjad Mahboob 3/20 (3.4 overs) |   | Surendran Chandramohan 50* (42) Neville Liyanage 1/19 (3 overs) |

- Malaysia vann lottningen och valde att slå.

| 27 juli 2019 10:00 SGT Rapport |

| Kuwait · 141/9 (20 overs)                             | v | Nepal · 143/3 (15.5 overs)                            |
| Muhammad Kashif 49* (36) Basanta Regmi 3/20 (4 overs) |   | Paras Khadka 68 (42) Muhammad Kashif 3/30 (2.5 overs) |

- Nepal vann lottningen och valde att fälta.

| 27 juli 2019 14:30 SGT Rapport |

| Malaysia · 144 (19.1 overs)                            | v | Qatar · 147/6 (19.4 overs)                              |
| Virandeep Singh 49 (46) Iqbal Hussain 3/23 (3.1 overs) |   | Nouman Sarwar 47* (37) Virandeep Singh 2/15 (1.4 overs) |

- Malaysia vann lottningen och valde att slå.

| 28 juli 2019 10:00 SGT Rapport |

| Singapore · 191/6 (20 overs)                    | v | Nepal · 109 (15 overs)                                       |
| Tim David 77 (43) Abinash Bohara 4/35 (4 overs) |   | Gyanendra Malla 39 (21) Selladore Vijayakumar 4/25 (4 overs) |

- Singapore vann lottningen och valde att slå.